# Лео Бельмонт
Лео Бельмонт (настоящие имя и фамилия — Леопольд (Лейб) Блюменталь; пол. Leo Belmont; 8 марта 1865, Варшава — 19 октября 1941, там же) — польский поэт, прозаик, эссеист, публицист, знаток и переводчик русской и французской литературы еврейского происхождения.
Один из лидеров первого поколения славянской школы литературы на языке эсперанто, произведения которого вошли в «Фундаментальную Хрестоматию» эсперанто. Основатель Польского союза эсперантистов.

## Биография
В 1885 году окончил гимназию в Варшаве. Уже в 1892 был включен в список присяжных поверенных Санкт-Петербурга. Жил в России до 1904, после чего вернулся в Польшу.
Одновременно с адвокатской деятельностью активно занимался литературным творчеством. Переселившись в Варшаву, всецело посвятил себя литературной деятельности.
В 1907—1913 издавал газету «Свободное слово» (Wolne Słowo), в которой помещал политические и критико-литературные статьи и исследования (в частности, о творчестве Льва Толстого), лирические стихотворения, сатиры, поэмы, новеллы, афоризмы и мн. др. которые принадлежали почти все, за немногими исключениями, перу самого Бельмонта.
В 1909 был выслан административным порядком из Варшавы.
Умер в варшавском гетто. Похоронен на лютеранском кладбище Варшавы.

## Творчество
Как писатель и человек, Бельмонт занимает особенное место среди польских литераторов: и по характеру, и по содержанию его литературно-публицистическая деятельность не укладывается в какие-либо определенные рамки. Он — автор трех сборников поэтических произведений Rymy i Rytmy; он — беллетрист (новеллы W wieku nerwowym, Tamten czlowiek, Notatki warjata), драматург, переводчик («Евгений Онегин», «Сказание о погроме» Бялика и др.), литературный критик, выдающийся публицист, экономист (Socializm i sprawiedliwość, Zarys nauki handlu, перевод «Философии денег» Зиммеля), талантливый оратор, эсперантист, пишущий руководства и произведения на международном языке, и т. д.
Радикал по убеждениям, индивидуалист, не мирящийся ни с одним идейным или партийным лагерем, легко возбуждающийся до пафоса и весьма склонный к сарказму, типичный, по общему признанию, представитель еврейских интеллекта и психики, считался в разных общественных группах и партиях и чужим, и вместе с тем своим. Как публицист и оратор, не щадил ни реакционеров, ни прогрессистов, ни националистов, ни космополитов, ни поляков, ни евреев.
Автор повестей, сборников новелл, статей, киносценариев, в том числе:
- Zaślubiny śmierci,
- Kapłanka miłości,
- W wieku nerwowym,
- Sprawa przy drzwiach zamkniętych,
- Nowele i satyry,
- Rymy i rytmy
- Социализм и справедливость и др.

Киносценарии:
- 1931 — Uwiedziona
- 1928 — Przeznaczenie
- 1922 — Выстрел

Занимался переводами с русского, французского и эсперанто на польский язык (например, «Евгения Онегина» Пушкина и «Михаила Строгова» Ж. Верна).
Кроме того, занимался иудаикой.